# Doron Lamb
Doron Emmanuel Calvin Lamb (Queens, Nueva York, 6 de noviembre de 1991) es un jugador de baloncesto estadounidense que actualmente juega en el UEB Cividale de la Serie A2 italiana. Con 1,93 metros de estatura, juega en la posición de escolta.

## Trayectoria deportiva

### Universidad
Tras participar en 2010 en el prestigioso McDonald's All-American Game, jugó durante dos temporadas con los Wildcats de la Universidad de Kentucky, en las que promedió 13,0 puntos, 2,4 rebotes y 1,5 asistencias por partido. En su segunda temporada se proclamó campeón de la NCAA tras derrotar en la final a Kansas Jayhawks por 67-59, siendo el máximo anotador del partido con 22 puntos.
Nada más finalizar la temporada fue uno de los seis Wildcats, junto con Anthony Davis, Michael Kidd-Gilchrist, Marquis Teague, Terrence Jones y Darius Miller en declararse elegibles para el Draft de la NBA, renunciando a dos años más como universitario.

#### Estadísticas
| Año     | Equipo   | PJ | PT | MPP  | %TC  | %3P  | %TL  | RPP | APP | ROB | TPP | PPP  |
| ------- | -------- | -- | -- | ---- | ---- | ---- | ---- | --- | --- | --- | --- | ---- |
| 2010–11 | Kentucky | 38 | 14 | 28.4 | .497 | .486 | .790 | 2.7 | 1.6 | .6  | .2  | 12.3 |
| 2011–12 | Kentucky | 40 | 35 | 31.2 | .474 | .466 | .826 | 2.7 | 1.5 | .5  | .1  | 13.7 |

### Profesional
Fue elegido en la cuadragésimo segunda posición del Draft de la NBA de 2012 por Milwaukee Bucks, con los que debutó el 2 de noviembre ante Boston Celtics.
El 21 de febrero de 2013, Lamb fue traspasado a los Orlando Magic, junto con Tobias Harris y Beno Udrih, a cambio de J.J. Redick, Gustavo Ayon y Ish Smith.
El 30 de junio de 2014, Lamb fue despedido por los Magic.
El 22 de septiembre de 2014, firmó un acuerdo con los Dallas Mavericks. Sin embargo, fue liberado por los Mavericks el 25 de octubre de 2014, a pocos días para el comienzo de la temporada 2014-15. El 3 de noviembre, fue adquirido por los Texas Legends.
El 6 de agosto de 2021, firma por el Start Lublin de la PLK polaca.
El 24 de noviembre de 2021, firma por el Victoria Libertas Pesaro de la Lega Basket Serie A.
El 7 de agosto de 2022, firma por el Scafati Basket de la Lega Basket Serie A.
El 18 de enero de 2023 fichó por el New Basket Brindisi de la Lega Basket Serie A.

## Estadísticas de su carrera en la NBA

### Temporada regular
| Año     | Equipo    | PJ  | PT | MPP  | %TC  | %3P  | %TL  | RPP | APP | ROB | TPP | PPP |
| ------- | --------- | --- | -- | ---- | ---- | ---- | ---- | --- | --- | --- | --- | --- |
| 2012-13 | Milwaukee | 23  | 0  | 12.2 | .347 | .250 | .533 | .7  | .9  | .3  | .0  | 3.4 |
| 2012-13 | Orlando   | 24  | 0  | 12.4 | .397 | .476 | .632 | 1.2 | .5  | .3  | .0  | 3.2 |
| 2013-14 | Orlando   | 53  | 0  | 13.1 | .394 | .400 | .806 | .9  | .8  | .2  | .0  | 3.6 |
| Total   | Total     | 100 | 0  | 12.7 | .381 | .394 | .700 | 1.0 | .8  | .2  | .0  | 3.5 |